# Charles Joseph Sampa Kasonde
Charles Joseph Sampa Kasonde (Kalulushi, 14 dicembre 1968) è un vescovo cattolico zambiano, dal 23 marzo 2010 vescovo di Solwezi.

## Biografia
Charles Joseph Sampa Kasonde è nato a Kalulushi il 14 dicembre 1968.

### Formazione e ministero sacerdotale
Dopo le scuole primarie e secondarie, ha studiato presso il seminario nazionale filosofico "Sant'Agostino" di Mpima dal 1991 al 1994 e poi nel seminario maggiore teologico "San Domenico" di Lusaka dal 1994 al 1998.
Nel 1998 è stato ordinato diacono. Il 4 agosto 2001 è stato ordinato presbitero per la diocesi di Ndola. In seguito è stato parroco della parrocchia di San Giuseppe e direttore dell'Ufficio pastorale diocesano dal 2001 al 2004 e direttore dell'Ufficio della pastorale presso la Conferenza episcopale dello Zambia a Lusaka dal 2004 al 2006. Nel 2006 è stato inviato negli Stati Uniti d'America per studi. Nel 2008 ha conseguito la licenza in teologia dogmatica e in teologia pastorale a Baltimora. Tornato in patria ha prestato servizio come direttore dell'Ufficio nazionale della pastorale presso la Conferenza episcopale di Zambia e vice-segretario generale della medesima Conferenza episcopale.

### Ministero episcopale
Il 23 marzo 2010 papa Benedetto XVI lo ha nominato vescovo di Solwezi. Ha ricevuto l'ordinazione episcopale il 29 maggio successivo dall'arcivescovo Nicola Girasoli, nunzio apostolico in Zambia e Malawi, co-consacranti il vescovo di Ndola Alick Banda e quello di Chipata George Cosmas Zumaire Lungu
Nel novembre del 2014 ha compiuto la visita ad limina.
Dal 21 luglio 2018 è presidente dell'Associazione dei membri delle conferenze episcopali dell'Africa orientale.
Dal 4 maggio 2021 è vicepresidente della Conferenza episcopale dello Zambia.

## Genealogia episcopale
La genealogia episcopale è:
- Cardinale Scipione Rebiba
- Cardinale Giulio Antonio Santorio
- Cardinale Girolamo Bernerio, O.P.
- Arcivescovo Galeazzo Sanvitale
- Cardinale Ludovico Ludovisi
- Cardinale Luigi Caetani
- Cardinale Ulderico Carpegna
- Cardinale Paluzzo Paluzzi Altieri degli Albertoni
- Papa Benedetto XIII
- Papa Benedetto XIV
- Papa Clemente XIII
- Cardinale Marcantonio Colonna
- Cardinale Giacinto Sigismondo Gerdil, B.
- Cardinale Giulio Maria della Somaglia
- Cardinale Carlo Odescalchi, S.I.
- Vescovo Eugène de Mazenod, O.M.I.
- Cardinale Joseph Hippolyte Guibert, O.M.I.
- Cardinale François-Marie-Benjamin Richard de la Vergne
- Cardinale Pietro Gasparri
- Cardinale Clemente Micara
- Cardinale Antonio Samorè
- Cardinale Angelo Sodano
- Arcivescovo Nicola Girasoli
- Vescovo Charles Joseph Sampa Kasonde